# Strongylognathus foreli
Strongylognathus foreli é uma espécie de insecto da família Formicidae.
É endémica da Argélia.